# معهد تاريخ أوكرانيا
معهد تاريخ أوكرانيا (بالأوكرانية: Інститу́т істо́рії Украї́ни) هو معهد بحثي في أوكرانيا، وهو جزء من الأكاديمية الوطنية للعلوم في أوكرانيا قسم التاريخ والفلسفة والقانون. يدرس مجموعة واسعة من القضايا في تاريخ أوكرانيا. يقع المعهد في كييف.

## تاريخ
تأسس المعهد بقرار من اللجنة المركزية للحزب الشيوعي الأوكراني [الإنجليزية] في 23 يوليو 1936، وهيئة رئاسة أكاديمية العلوم في جمهورية أوكرانيا الاشتراكية السوفياتية في 27 يوليو 1936، بناءً على عدة إدارات ولجنة من الأكاديمية و الرابطة عموم الأوكرانيين لمعاهد ماركس لينين (VUAMLIN).
في الأصل كان يتألف من ثلاثة أقسام: تاريخ أوكرانيا في الحقبة الإقطاعية، وتاريخ أوكرانيا في عصر الرأسمالية والإمبريالية، وتاريخ أوكرانيا في الحقبة السوفيتية.
بعد الضم السوفياتي لشرق بولندا خلال الحرب العالمية الثانية، في لفيف، تم إنشاء فرع غرب أوكرانيا للمعهد، برئاسة إيفان كريبياكيفيتش. بعد حرب عام 1946 تم تصفية الفرع. في عام 1951، تم إحياء فرع لفيف كجزء من أكاديمية (UkrSSR) للعلوم للدراسات الاجتماعية (المعروف اليوم باسم (معهد NASU Krypiakevych للدراسات الأوكرانية).
خلال الحرب العالمية الثانية، تم إجلاء المعهد إلى أوفا في الجمهورية الاشتراكية السوفياتية الباشكيرية ذاتية الحكم حيث أصبح قسم التاريخ والآثار في معهد الدراسات الاجتماعية. عادت إلى كييف في 25 مارس 1944. في 17 يوليو 1944، أعيد تشكيل المعهد بأربعة أقسام: تاريخ الإقطاعية، وتاريخ الرأسمالية، وتاريخ الحقبة السوفيتية، وتاريخ علوم التاريخ المساعدة. في عام 1945، كان في معهد التاريخ الأوكراني 13 عالمًا، من بينهم 3 أطباء للعلوم و 7 مرشحين للعلوم.
في 9 يونيو 1944، أكدت لجنة عموم الاتحاد لشؤون المدرسة العليا قرارها قبل الحرب بمنح مجلس الكلية بالمعهد الحق في قبول أطروحات المرشحين للمراجعة ومنحهم بناءً على أطروحة الدفاع بدرجة علمية لمرشح العلوم التاريخية متخصص في "تاريخ أوكرانيا" و "تاريخ اتحاد الجمهوريات الاشتراكية السوفياتية". في عام 1950، كان المعهد يحتوي على ثمانية أقسام من تاريخ الإقطاعية، وتاريخ الرأسمالية، وتاريخ المجتمع السوفيتي، والتاريخ العسكري، وتاريخ الدول الديمقراطية الشعبية، والتأريخ والصناديق التاريخية، والتاريخ العالمي والعلاقات الدولية، وعلوم التاريخ المساعدة.
انطلاقاً من روح اللجنة المركزية للحزب الشيوعي الأوكراني لعام 1947، تم إعداد كتاب ثنائي المجلد بعنوان "تاريخ جمهورية أوكرانيا الاشتراكية السوفياتية" (1953-1957). بمناسبة الاحتفال بالذكرى 300 لضم أوكرانيا إلى الدولة الروسية، تم إعداد مجموعة من الوثائق "اتحاد أوكرانيا مع روسيا" (بالروسية: Воссоединение Украины с Россией)، موسكو، 1953)، نصوص مكتوبة للدراسة الجماعية"حرب التحرير 1648-1654 واتحاد أوكرانيا مع روسيا" (كييف ، 1954). منذ عام 1955 ، كان للمعهد ستة أقسام: تاريخ المجتمع السوفيتي، وتاريخ الرأسمالية، وتاريخ الإقطاعية، وتاريخ البلدان الديمقراطية الشعبية، والتاريخ العالمي والعلاقات الدولية، وعلوم التاريخ المساعدة. في عام 1960، تم تقسيم قسم تاريخ المجتمع السوفيتي إلى تاريخين لثورة أكتوبر الاشتراكية العظمى والحرب الأهلية، تاريخ التطور الاشتراكي والشيوعي.

### انتقادات 1944
في 17 مايو 1944، كتب فيدير ينيفيتش، مدير الفرع الأوكراني لمعهد ماركس-إنجلز-لينين التابع للجنة المركزية للحزب الشيوعي لعموم الاتحاد (البلاشفة)، مذكرة "حول أوجه القصور في عمل معهد UkrSSR AS لـ تاريخ أوكرانيا". تم الإشارة لوجود عيوب مهمة أو توضيح غير كاف لبعض القضايا الإشكالية:
- لم يتم إبراز التاريخ السياسي تمامًا قبل فترات كييف روس؛
- في الفوضى سلط الضوء على مسألة ظهور وتشكيل الأمة الأوكرانية.
- يلتزم بعض المؤرخين ببيان كاذب حول "ضم غاليسيا من قبل بولندا"؛
- يستخدم المؤرخون مصطلحات غير دقيقة مثل الأقسام الأول والثاني والثالث لبولندا (يجب تغيير هذه المصطلحات "القديمة والبالية وغير الدقيقة تمامًا" بأخرى علمية جديدة؛ واستخدام المصطلحات القديمة في أيدي قيادة حكومة الهجرة البولندية مثل الجنرال فلاديسلاف سيكورسكي الذي صرح بأن الاتحاد السوفيتي يواصل سياسة كاترينونفذ التقسيم الرابع لبولندا؛
- تتميز دولة القوزاق الأوكرانية في القرنين السادس عشر والسابع عشر (هتمانات القوزاق) من جانب واحد، ولا يتبع المؤرخون تعليمات فريدريش إنجلز بأن "الميل إلى إنشاء الدول القومية، التي تعمل بشكل أكثر وضوحًا ووعيًا، هي واحدة من أكثر روافع كبيرة للتقدم في العصور الوسطى "ولم تكشف عن الدوافع الداخلية (السياسية والاقتصادية والثقافية) لظهور دولة القوزاق الأوكرانية؛ فشلوا في التأكيد على أن ظهور دولة القوزاق الأوكرانية في تلك الأيام كان خطوة تقدمية إلى الأمام مقارنة بترتيبات الدولة الليتوانية والبولندية السابقة في أوكرانيا؛
- سلط الضوء من جانب واحد على سبب ضم أوكرانيا لروسيا (روسيا القيصرية)، فإن قانون 1654 (مقالات مارس 1654) "لم يكن بداية اتحاد الدول الأوكرانية والروسية، ولكن الترتيب السياسي والقانوني القائم بحكم الواقع من خلال اتحاد الأعمار لهؤلاء الناس الذي تم كسرهم عمدًا يومًا ما من قبل الغزاة الأجانب؛
- سلط الضوء بشكل غير كافٍ على قضية روسيا ما قبل الثورة (الرجعية رسميًا والديمقراطية)
- إشارة خاطئة للقومية الأوكرانية إلى الوجه القومي (خصائص) الشعب الأوكراني؛
- انتصار الثورة الاشتراكية في أوكرانيا بدوافع غير كافية؛
- لم يتم إبراز تأريخ أوكرانيا بشكل كافٍ؛
- أخرى.

في 29 أغسطس 1947، تبنت اللجنة المركزية للحزب الشيوعي الأوكراني (البلاشفة) بيانًا "حول الأخطاء السياسية والعمل غير المرضي لمعهد التاريخ الأوكراني لأوكرانيا". في البيان، اتهم المعهد بارتكاب "أخطاء جسيمة وتشويه فظ"، "بقايا آراء برجوازية قومية" في أعمال موظفين مختارين، وبجانب ذلك تم وضع "مهمة قتالية"، لإعداد "مسار قصير لتاريخ أوكرانيا" الماركسي اللينيني..

## المجلة التاريخية الأوكرانية
المجلة التاريخية الأوكرانية (بالأوكرانية: Український історичний журнал) هي مجلة نصف شهرية يُصدرها المعهد. تأسست المجلة في عام 1957 وهي مفهرسة في قواعد البيانات الببليوغرافية في أمريكا: التاريخ والحياة، الملخصات التاريخية، قاعدة البيانات الببليوغرافية لجمعية اللغة المعاصرة. يتم تحريرها حاليًا بواسطة فاليري سمولي (1995 حتى الآن)، الذي خلف يوري كوندفور [الإنجليزية] (1979-1988).

## المبنى
بجانب معهد تاريخ أوكرانيا، يضم المبنى أيضًا معاهد بحثية أخرى تابعة للأكاديمية الوطنية للعلوم في أوكرانيا، ومعهد شيفتشينكو للأدب ومعهد بوتيبنيا للسانيات [الإنجليزية].
خلال أحداث الميدان الأوروبي في شتاء 2014، أقيمت بالقرب من المبنى حواجز شارع هروشيفسكي.

## المدراء
- 1936 - 1936: أرتاشس سراجيف
- 1936 - 1941: سيرهي بيلوسوف
- 1942 - 1947: ميكولا بتروفسكي، عضو مماثل
- 1947 - 1964: أولكسندر كاسيمنكو
- 1964-1967: كوزما دوبينا
- 1968-1973: أندريه سكابا، أكاديمي
- 1973-1978: أرنولد شفيليف، عضو مماثل
- 1978-1993: يوري كوندفور، أكاديمي
- 1993، حتى الآن فاليري سمولي، أكاديمي

## روابط خارجية
- الموقع الرسمي
- موقع معهد تاريخ أوكرانيا في موقع الأكاديمية الوطنية للعلوم في أوكرانيا